# Robert Ornduff
Robert Ornduff (1932 - 2000) fue un botánico estadounidense. Entre muchas floras estaduales trabajó en la clasificación de la de California. Fue Director de la Universidad y del Herbario Jepson, Director del Jardín botánico de la Universidad, y profesor de Biología Integrativa , en la Universidad de California, Berkeley.

## Algunas publicaciones
- 1969. The origin and relationships of Lasthenia Burkei (Compositae). 6 pp.

### Libros
- robert Ornduff, phyllis m. Faber, todd Keeler-Wolf. 2003. Introduction to California plant life. Volumen 69 de California natural history guides. Ed. University of California Press. 341 pp. ISBN 0520237048 En línea
- robert Ornduff, raymond john Moore. 1973. Index to plant chromosome numbers for 1965-1970. Vols. 50, 55, 59, 68, 77, 84, de Regnum vegetabile. Ed. International Bureau for Plant Taxonomy and Nomenclature of the International Association for Plant Taxonomy. 539 pp.
- siwert tage Nilsson, robert Ornduff. 1973. Menyanthaceae Dum. Volumen 2 de World pollen and spore flora. Almqvist & Wiksell Periodical Co. 19 pp.
- 1967. Papers on plant systematics. Ed. Little, Brown. 429 pp.
- 1966. A biosystematic survey of the Goldfield genus Lasthenia (Compositae: Helenieae). Volúmenes 40-42, de University of California publications in botany. Ed. University of California Press. 92 pp. ISBN 0520090136
- 1961. Patterns of evolution in the Goldfield genus Lasthenia: a biosystematic survey. Ed. University of California, Berkeley. 392 pp.

## Eponimia
- (Asteraceae) Lasthenia ornduffii R.Chan[1]